# 15-й моторизованный корпус (вермахт)
15-й моторизованный корпус (нем. XV. Armeekorps (motorisiert)), сформирован 26 августа 1939 года (штаб корпуса был создан 10 октября 1938 года в Йене).
В мае 1940 года также упоминается как группа «Хот» (Gruppe Hoth).
16 ноября 1940 года корпус переформирован в 3-ю танковую группу.

## Боевой путь корпуса
15-й армейский корпус был сформирован 10 октября 1938 года в Йене в 9-м военном округе. Главное командование формировалось не как территориальный штаб, а для руководства тремя лёгкими армейскими дивизиями. В начале вторжения в Польшу корпус был мобилизован и находился в подчинении 10-й армии и состоял из 2-й и 3-й лёгких дивизий. Действовал на правом фланге 10-й армии и 1 сентября 1939 года корпус продвинулся на Варту. В течение нескольких дней были прорваны польские оборонительные позиции вдоль реки, после чего была форсирована река южнее Ченстохова. Вместе с 4-м армейским корпусом была окружена 7-я польская дивизия, вынужденная капитулировать 4 сентября. В дальнейшем с 6 сентября корпус наступал на правом фланге 10-й армии в направлении Пулавы — Демблина. Корпус своими дивизиями обошёл труднопроходимую местность Лысой горы в восточном направлении и уже 8 сентября был у Радома. На следующий день мосты через Вислу в Демблине и Козенице были достигнуты, и котёл в Радоме возле Ильзы был закрыт. В дальнейших боях, продолжавшихся до 13 сентября, были разгромлены пять польских пехотных дивизий и одна кавалерийская бригада. Затем 17 сентября корпус продвинулся к Блоне, чтобы перерезать связь между Модлином и Варшавой. Однако из-за рельефа местности, погоды и сопротивления поляков атака корпуса продвигалась медленно. 22 сентября корпусу удалось блокировать с юга Модлинскую крепость, которая сдалась 29 сентября 1939 года. На этом Польская кампания закончилась. В середине октября 1939 года корпус передислоцировался на родину для пополнения, а с 25 октября - в Нижний Рейн и сосредоточился в районе Ахена.
В начале Западной кампании 10 мая 1940 года корпус состоял из 62-й пехотной и 5-й танковой дивизий. На следующий день также была приписана 7-я танковая дивизия. Задача корпуса, действовавшего в составе 4-й армии, заключалась в прикрытии правого фланга танковой группы Клейста на марше через Арденны. Корпус действовал в 35 км севернее Клейста. Корпус должен был попытаться выйти и преодолеть Маас между Динаном и У раньше наступающих французских частей. Уже 12 мая передовые части двух танковых дивизий вышли к Маасу.  Попытка 7-й танковой дивизии внезапным ударом форсировать Маас не удалась, и часть мостов здесь была взорвана в последнюю секунду. К югу от У части 8-го танкового разведывательного батальона с наступлением темноты смогли форсировать Маас и сформировать первый плацдарм. Утром 13 мая три пехотных батальона 5-й танковой дивизии в этом месте форсировали Маас и пробили оборону французов вдоль реки. К вечеру плацдарм был расширен на четыре километра до деревни О-ле-Вастия. 15 мая под Флавионом завязался танковый бой, после которого 7-я танковая дивизия прорвалась к Аррасу. Здесь дивизия была встречена сильной британской контратакой 21 мая в битве при Аррасе. Тем временем 5-я танковая дивизия также вышла в район восточнее Камбре. По приказу Гитлера 24 мая корпус остановился у канала Нёффоссе. Затем корпус принял участие в битве при Дюнкерке. С 19 по 30 мая корпус был обозначен как группа Хота. Во время второй фазы кампании корпус был переброшен в самую западную часть фронта на Сомме. Теперь корпусу подчинялись 5-я и 7-я танковые дивизии и 2-я моторизованная дивизия. С этими дивизиями корпус с 5 июня продвигался на юг. Обе танковые дивизии достигли Руана 9 июня. Затем войска повернули на запад, войска союзников были отрезаны вдоль побережья. 16 июня корпус достиг Дрё, а затем направился к Рену. К вечеру 18 июня 7-я танковая дивизия смогла захватить Шербур и его гавань. Тем временем другие части корпуса подошли к Рену. Через два дня подчиненные части берут Нант, включая неповрежденные мосты Луары. 22 июня 7-я танковая дивизия вошла в Сен-Мало, а 5-я танковая дивизия заняла Брест. 25 июня корпус вышел на рубеж Руайан — Сент. На этом поход корпуса на запад закончился. В июле корпус сосредоточился в районе Питивье. 2 ноября штаб корпуса был переведён в Фонтенбло.
16 ноября 1940 года в Фонтенбло 15-й корпус был преобразован в 3-ю танковую группу.

## Состав корпуса
На 1 сентября 1939 года:
- 2-я лёгкая дивизия
- 3-я лёгкая дивизия

На 1 февраля 1940 года:
- 5-я танковая дивизия
- 6-я танковая дивизия
- 7-я танковая дивизия

На 10 февраля 1940 года:
- 62-я пехотная дивизия
- 6-я танковая дивизия

На 10 мая 1940 года:
- 62-я пехотная дивизия
- 5-я танковая дивизия

На 8 июня 1940 года:
- 5-я танковая дивизия
- 7-я танковая дивизия
- 2-я моторизованная дивизия

На 1 ноября 1940 года:
- 4-я танковая дивизия
- 20-я пехотная дивизия

## Командование корпуса

### Командующий корпусом
- генерал пехоты (с 19 июля 1940 — генерал-полковник) Херманн Хот (10 октября 1938 – 16 ноября 1940)

### Начальники штаба корпуса
- генерал-майор Йоахим Штевер (10 ноября 1938 – 11 февраля 1940)
- подполковник Юлиус фон Бернут (15 марта 1940 – 12 сентября 1940)
- полковник Вальтер фон Хюнерсдорфф (12 сентября 1940 – 16 ноября 1940)

### Начальники оперативного отдела штаба
- подполковник Теодор фон Шпонек (10 ноября 1938 – 15 февраля 1940)
- подполковник Харальд фон Эльферфельдт (15 февраля 1940 – 16 ноября 1940)